# Mười người da đen nhỏ
Mười người da đen nhỏ ( tựa gốc tiếng Anh: Ten Little Niggers) hay Và rồi chẳng còn ai ( tiếng Anh: And Then There Were None ) là một tiểu thuyết hình sự của nhà văn Agatha Christie được nhà xuất bản Collins Crime Club phát hành lần đầu ở Anh ngày 6 tháng 11 năm 1939. Tác phẩm đôi khi còn được xuất bản (và chuyển thể thành phim) dưới tên Ten Little Indians (10 gã da đỏ nhỏ). Tiểu thuyết nói về vụ án bí ẩn trên hòn đảo Soldier Island với 10 người bằng cách này hay cách khác đã thiệt mạng mà không hề có sự hiện diện hay dấu vết của thủ phạm. Đây được coi là một trong những tiểu thuyết hình sự xuất sắc và nổi tiếng nhất của Agatha Christie, trên 100 triệu bản sách đã được bán ra khiến tác phẩm này trở thành tiểu thuyết hình sự bán chạy nhất trong lịch sử xuất bản thế giới. Mười người da đen nhỏ cũng là tác phẩm của Agatha Christie được chuyển thể nhiều lần nhất, cả trực tiếp lẫn gián tiếp, dưới dạng phim điện ảnh, truyền hình và kịch sân khấu.

## Nhân vật
Các nhân vật được xếp theo thứ tự thiệt mạng:
- Anthony James Marston. Một thanh niên giàu có chỉ quan tâm tới cá nhân mà bất cần để ý tới mọi người xung quanh. Tương tự phong cách sống, Marston cũng lái xe bạt mạng trên đường không cần quan tâm tới người đi bộ hoặc xe cùng lưu thông.
- Ethel Rogers. Nữ quản gia/ Đầu bếp trên Soldier Island và là vợ của Thomas Rogers. Đây là một phụ nữ trung niên được miêu tả với dáng vẻ nhợt nhạt như ma quỷ.
- John Gordon MacArthur. Tướng quân đội về hưu và là anh hùng trong Chiến tranh thế giới thứ nhất. MacArthur là một người đàn ông có tuổi sống cô độc sau khi vợ qua đời vì bệnh phổi.
- Thomas Rogers. Quản gia trên đảo Soldier Island, chồng của Ethel Rogers. Cũng như vợ, Thomas Rogers là người phục vụ tận tụy và chu đáo, kể cả sau khi vợ ông thiệt mạng.
- Emily Caroline Brent. Một phụ nữ có tuổi sùng đạo từng là quản lý một trại dưỡng lão. Brent luôn tỏ vẻ xa cách với những người còn lại, bà luôn đọc Kinh Thánh và viết nhật ký trước khi ngủ.
- Lawrence Wargrave. Quan tòa về hưu. Tuy đã già nhưng Wargrave là một người minh mẫn, bình tĩnh xử lý mọi tình huống diễn ra trên đảo.
- Edward George Armstrong. Bác sĩ phố Harley- LonDon đang thành công trong sự nghiệp. Armstrong là người khám nghiệm tử thi trong mọi tình huống thiệt mạng nhưng ông cũng không thể tìm ra dấu vết nào về hung thủ hoặc phương thức gây án.
- William Henry Blore. Cựu thanh tra cảnh sát và hiện là thám tử tư lên đảo theo một lời mời bí ẩn. Blore tỏ ra là người có kinh nghiệm điều tra.
- Philip Lombard. Cựu lính đánh thuê, người từng tham chiến ở nhiều nơi trên thế giới. Tương tự Blore, Lombard tới đảo Soldier Island với một khẩu súng lục đã lên nòng theo lời mời của một người bí ẩn tên Isaac Morris.
- Vera Elizabeth Claythorne. Một giáo viên trẻ có năng lực, tháo vát từng làm nghề bảo mẫu và thư ký. Claythorne tỏ ra là người hiền lành nhưng dễ bị kích động, những cái chết diễn ra liên tiếp làm cô hoảng sợ cực độ.

## Nội dung
Cuối năm 1930, có 8 vị khách thuộc đủ mọi tầng lớp và lứa tuổi được mời nghỉ tại ngôi biệt thự trên Soldier Island, một hòn đảo nằm trơ trọi ngoài khơi vùng Devon. Sau khi được ông Fred Naracott chở tới đảo, họ nhận ra rằng chủ ngôi biệt thự (người được cho là đã mời họ) không có mặt, đón tiếp họ là hai người quản gia, cặp vợ chồng Thomas và Ethel Rogers. Mỗi người khách lần lượt phát hiện trong phòng ngủ tiện nghi của họ một bài đồng dao có tên Ten Little Soldier Boys (10 người lính nhỏ):
| Nguyên bản                                               | Tạm dịch                             |
| Ten little Soldier boys went out to dine;                | 10 tên lính nhỏ đi ăn                |
| One choked his little self and then there were nine.     | Một tên mắc nghẹn giờ còn chín tên   |
| Nine little Soldier boys sat up very late;               | 9 tên thức muộn trong đêm            |
| One overslept himself and then there were eight.         | Một quên thức dậy, tám tên ngậm ngùi |
| Eight little Soldier boys traveling in Devon;            | Devon du thuyền chúng đi             |
| One said he'd stay there and then there were seven.      | Một tên nằm lại bảy thời ra đi       |
| Seven little Soldier boys chopping up sticks;            | Bảy tên bổ củi làm chi               |
| One chopped himself in halves and then there were six.   | Bổ đôi một đứa sáu tên muộn phiền    |
| Six little Soldier boys playing with a hive;             | Sáu đem tổ ong ra nghiền             |
| A bumblebee stung one and then there were five.          | Một ong đốt chết còn 5 sững sờ       |
| Five little Soldier boys going in for law;               | Đến tòa năm đứa kia chờ              |
| One got into Chancery and then there were four.          | Một vào thượng thẩm, 4 ra biển ngồi  |
| Four little Soldier boys going out to sea;               | 4 tên cùng ra biển trời              |
| A red herring swallowed one and then there were three.   | Trích đỏ nuốt một giờ còn lại 3      |
| Three little Soldier boys walking in the zoo;            | Vườn thú 3 đứa la cà                 |
| A big bear hugged one and then there were two.           | Gấu to vồ một còn 2 vẹn toàn         |
| Two Little Soldier boys sitting in the sun;              | Hai tên đi dưới nắng vàng            |
| One got frizzled up and then there was one.              | Một khô cong chết, một tên bơ phờ    |
| One little Soldier boy left all alone;                   | Còn tên lính nhỏ thẫn thờ            |
| He went out and hanged himself and then there were none. | Hắn đi treo cổ rồi chẳng còn ai.     |

Sau bữa ăn tối đầu tiên, tám người khách tập hợp trong phòng lớn để bàn luận về sự vắng mặt của chủ nhà, bất ngờ chiếc máy hát chạy đĩa (có đề Bài ca thiên nga - Swan Song) phát ra một giọng nói bí ẩn kết án cả 10 người có mặt trên đảo rằng họ đều đã từng phạm tội giết người, những tội ác mà tòa án thông thường không thể xét xử:
- Anthony Marston từng cán chết 2 em nhỏ trong lúc lái xe bạt mạng.
- Thomas và Ethel Rogers từng cố tình bỏ mặc người chủ của mình ốm yếu đến chết để vơ lấy tài sản thừa kế.
- John Macarthur từng ra lệnh cho người tình của vợ mình- một sĩ quan trẻ tên Arthur Richmond tham gia một nhiệm vụ tự sát trong chiến tranh để gián tiếp giết anh ta.
- Emily Brent từng đuổi một cô gái giúp việc nghèo khi cô mang bầu, khiến cô đi tới chỗ tự vẫn.
- Lawrence Wargrave từng kết án tử hình Edward Seton vì tội giết người mặc dù có bằng chứng cho thấy anh ta vô tội.
- Edward Armstrong từng phẫu thuật trong lúc say rượu khiến cô gái bệnh nhân qua đời ngay trên bàn mổ.
- William Blore từng đưa ra bằng chứng giả để tòa án kết tội một người tham gia vụ cướp nhà băng, người này sau đó đã chết trong tù.
- Phillip Lombard từng bỏ rơi đoàn tùy tùng 21 người bản địa khiến họ chết đói ở châu Phi.
- Vera Claythorne từng cho phép Cyril Hamilton, cậu bé mà cô là bảo mẫu, bơi ra quá xa khiến cậu bé bị chết đuối.

Mười người phát hiện rằng mình đã bị lừa ra đảo để "trả giá" cho "tội ác" đã gây ra, họ ứng với 10 bức tượng nhỏ đặt trên bàn ở phòng khách. Những ngày sau đó tàu của ông Fred Naracott không thấy quay lại đảo và từng người lần lượt thiệt mạng tương tự cái cách bài đồng dao trong phòng mỗi người đã mô tả. Kỳ lạ hơn là sau khi một người qua đời, số tượng trong phòng khách bằng cách nào đó đều giảm đi một. Người đầu tiên thiệt mạng là Anthony Marston, anh ta chết vì ngộ độc Xyanua kali với triệu chứng tương tự người bị nghẹn. Sau Marston là Ethel Rogers, bà quản gia chết được chồng phát hiện đã chết vì dùng thuốc ngủ quá liều. Vị tướng Macarthur dường như linh cảm được cái chết sẽ đến nên đã bỏ ăn mà ngồi nhìn ra biển và lảm nhảm một mình, bác sĩ Armstrong sau đó phát hiện ông đã chết vì bị một vật cứng đập vào sau đầu. Người thứ tư thiệt mạng là Thomas Rogers, trong lúc bổ củi chuẩn bị cho bữa sáng, dường như Thomas đã để trượt tay và làm lưỡi búa bay thẳng vào đầu. Là người luôn tin rằng mình không làm gì trái với Đức tin, rằng những người khác chết là do bị Chúa trừng phạt, tuy nhiên Emily Brent cũng không thể sống sót, bà bị tiêm thuốc độc vào cổ sau bữa ăn trưa, vết tiêm trên cổ bà tương tự như vết ong đốt. Buổi tối hôm đó đến lượt quan tòa Wargrave được bác sĩ Armstrong phát hiện đã thiệt mạng vì bị bắn vào đầu trong khi đang đội bộ tóc giả của quan tòa. Bản thân bác sĩ vào ngày hôm sau cũng được những người còn lại phát hiện đã chết đuối ở vách đá. Blore là người thứ tám thiệt mạng trên đảo, viên thám tử tư bị bức tượng trong phòng cô Vera Claythorne rơi trúng đầu trong lúc hai người còn lại đang ở ngoài bờ biển bên xác bác sĩ Armstrong. Rơi vào trạng thái hoảng loạn, Claythorne lừa cướp được súng của Lombard và giết chết tay cựu lính đánh thuê. Cuối cùng cô trở lại phòng và treo cổ tự tử với chiếc ghế và dây thòng lọng do một ai đó đã bày sẵn.
Ba ngày sau, ông Fred Naracott quay trở lại đảo vì nhận thấy tín hiệu S.O.S (do Blore và Lombard dùng kính phản chiếu phát đi) và nhận thấy mọi người đều đã chết. Việc khám nghiệm của cảnh sát không phát hiện ra bất cứ hình thức gây án hay dấu vết của thủ phạm nào. Họ chỉ phát hiện ra rằng người chuẩn bị thư mời cho 8 nạn nhân là một tay tội phạm có tên Isaac Morris, bản thân Morris cũng đã chết vì dùng thuốc quá liều trong đêm trước khi mọi người lên đảo. Mãi tới khi một người đánh cá nhặt được chiếc lọ thủy tinh có chứa lời thú tội của thủ phạm, mọi việc mới được làm sáng tỏ. Kẻ đã sắp xếp mọi việc, từ lựa chọn nạn nhân, xây dựng kế hoạch và "thi hành án" chính là viên quan tòa Lawrence Wargrave, Wargrave biết mình sắp chết vì trọng bệnh trong khi vẫn ước muốn được trừng phạt những người, theo ông là phạm tội, nhưng pháp luật không thể đụng tới vì thiếu chứng cớ. Những bằng chứng Wargrave để lại nhằm chứng tỏ ông chính là thủ phạm gồm:
1. Wargrave là người duy nhất không phạm tội giết người, ông chỉ kết án tử hình theo công việc mà mình được giao. Và như vậy, cũng chính Wargrave là người duy nhất có đủ tư cách trở thành người thi hành pháp luật đối với 9 người còn lại.
2. Armstrong chết tương ứng với câu thứ 13 và 14 của bài đồng dao, trong đó có nhắc tới "red herring"."Red herring" vừa có nghĩa "cá mòi" nhưng cũng có nghĩa là "bằng chứng giả nhằm đánh lạc hướng", như vậy Wargrave đã ám chỉ rằng Armstrong đã bị lừa vào chỗ chết, và người duy nhất trong số các vị khách còn sống mà viên bác sĩ có thể tin tưởng (để rồi bị lừa) chỉ có thể là quan toàn đáng kính Wargrave.
3. Wargrave chết với một viên đạn trên trán tạo thành vết đỏ tương tự Dấu vết của Cain, con người đầu tiên phạm tội sát nhân theo Cựu Ước.

## Chuyển thể
Mười người da đen nhỏ là tác phẩm của Agatha Christie được chuyển thể nhiều lần nhất, cả trực tiếp và gián tiếp, dưới dạng phim điện ảnh, truyền hình và kịch sân khấu. Năm 1943, chính Agatha Christie đã viết kịch bản vở kịch And Then There Were None trong đó phần kết được sửa cho phù hợp hơn với sân khấu: Lombard và Vera được cho là vô tội và sống sót, hai người sau đó yêu nhau. Ngày 14 tháng 10 năm 2005, một phiên bản mới của vở kịch đã được Steven Pimlott dựng cho Nhà hát Gielgud ở Luân Đôn, theo đó phần kết tương tự với phần kết gốc của truyện (tất cả 10 người đều thiệt mạng).
Bộ phim đầu tiên chuyển thể từ Mười người da đen nhỏ là tác phẩm điện ảnh And Then There Were None của đạo diễn René Clair thực hiện năm 1945. Năm 1965 Ten Little Indians được đạo diễn George Pollock thực hiện với bối cảnh chuyển từ hòn đảo ngoài khơi Devon sang vùng núi hiểm trở tại Áo. Năm 1974 một lần nữa Mười người da đen nhỏ được chuyển thể thành phim do Peter Collinson đạo diễn với bối cảnh là sa mạc Iran. Điện ảnh Liên Xô cũng có một chuyển thể của Mười người da đen nhỏ, đó là bộ phim Desyat' negrityat (tiếng Nga: Десять негритят), bộ phim của đạo diễn Stanislav Govorukhin này là tác phẩm điện ảnh duy nhất dùng nguyên phần kết của tiểu thuyết.

## Bản dịch tiếng Việt
Tác phẩm có một số bản dịch tiếng Việt. Bản dịch của Nguyễn Thanh Lan với tựa đề Mười người da đen nhỏ, Nhà xuất bản Công an nhân dân, 2002. Bản dịch từ tiếng Hungary của Hà Huy Anh với tựa đề Mười người da đen nhỏ, Nhà xuất bản Pháp lý, 1988.